# Wilhelm Havemann
Wilhelm Valentin Havemann (* 27. September 1800 in Lüneburg; † 23. August 1869 in Göttingen) war ein deutscher Historiker.

## Jugend
Der Professorensohn verlor früh seinen Vater und wurde von der Mutter in Bevensen und Mecklenburg erzogen. Danach besuchte er das Johanneum Lüneburg und die dortige Ritterakademie.

## Jurastudium
1819 begann er ein Jurastudium an der Georg-August-Universität zu Göttingen. Dort wurde er 1820 Mitglied der Alten Göttinger Burschenschaft / Pideritia.

## Jünglingsbund
1820 ging er für ein Semester an die Universität Erlangen, wo er in den sogenannten Jünglingsbund aufgenommen wurde, der sich für ein „größeres, freieres, einheitliches und besseres Vaterland“ einsetzte. Diese Mitgliedschaft sollte für ihn weitreichende Konsequenzen haben und ihm für den Rest seines Lebens nachhängen.
 In Erlangen wurde er 1821 Mitglied der Burschenschaft Arminia Erlangen, der späteren Burschenschaft der Bubenreuther.
Zurück in Göttingen setzte sich Havemann auch hier für den Jünglingsbund ein. Als seine eigene burschenschaftliche Verbindung 1822 auf Befehl der Landesregierung aufgelöst wurde, gründeten die Aktivas einen geheimen engeren Verein auf den burschenschaftlichen Grundsätzen. Für diesen Verein übernahm Havemann, in dessen Zimmer er auch gegründet worden war, diverse Ämter.
1822 musste Havemann sein Studium wegen der Mitgliedschaft in diesem Verein ohne den Abschluss des Staatsexamens beenden. Er verließ Göttingen und trat er eine Lehrstelle in Darmstadt an.

## Festnahme und Haft
Nachdem der Jünglingsbund 1823 aufgedeckt worden war, wurde Havemann am 21. März 1824 in Darmstadt verhaftet und der preußischen Landesregierung nach Köpenick überstellt. Dort verblieb er in schwerer Einzelhaft bis zu seiner Aburteilung in Osnabrück im Herbst 1825. Havemann wurde zu sechs Jahren Festungshaft verurteilt, die er Anfang Januar 1826 in Hildesheim antrat. Die Gefängniszeit nutzte er zum privaten Geschichtsstudium. Nach fast drei Jahren wurde er im Dezember 1828 begnadigt.

## Tätigkeit als Lehrer
In den Folgejahren hielt er in mehreren Städten historische Vorträge, in deren Folge er sogar von der hannoverschen Staatsakademie zu weiteren Vorträgen angestellt wurde.
1831 ging er als Hilfslehrer nach Ilfeld. Durch wissenschaftlichen Fleiß und Gründlichkeit fasste er zwar wieder Fuß in der Gesellschaft, aber ohne jemals als völlig rehabilitiert zu gelten.

In Ilfeld veröffentlichte Havemann 1833 auch seine Vorträge der Vorjahre (Geschichte der italienisch-französischen Kriege von 1494 bis 1515). Darauf folgte eine Biographie von Magnus II., Herzog von Braunschweig und Lüneburg und schließlich die dem Vizekönig gewidmete Geschichte der Lande Braunschweig und Lüneburg für Schule und Haus.

## Die Professur in Göttingen
Vor allem die Geschichte der Lande Braunschweig und Lüneburg trug dazu bei, dass Havemann, dem 1837 aus Anlass des Universitätsjubiläums eine Ehrenpromotion zuteilgeworden war, an die Georgia Augusta zu Göttingen berufen wurde – allerdings in Anbetracht seiner politischen Vergangenheit nur als außerordentlicher Professor.
Der finanziell desolate und noch dazu kinderreiche Havemann folgte dem Ruf und nahm damit im Wintersemester 1838/39 als erster Gelehrter nach der Ausweisung der Göttinger Sieben eine neue Lehrtätigkeit in Göttingen auf. Dadurch geriet der ehedem wegen seiner zu liberalen Gesinnung schwer Bestrafte nun seitens der Liberalen (Friedrich Christoph Dahlmann, Jacob Grimm) in den Verdacht, im Sinne des Königs und unrechtmäßig gehandelt zu haben. So warf ihm denn auch Jacob Grimm in einem Brief vor, Dahlmanns Lehrstuhl übernommen zu haben, und das noch bevor Dahlmann selbst wieder eine Anstellung gefunden habe. Von diesen Vorwürfen suchte sich Havemann zeitlebens zu befreien. Er sah in seiner Berufung nicht Dahlmanns alten, sondern einen neu eingerichteten Lehrstuhl für Landesgeschichte. Deshalb knüpfte er mit keiner seiner Vorlesungen an Dahlmann an.
Zu seinen zahlreichen Veröffentlichungen während seiner Zeit in Göttingen gehören u. a. Elisabeth, Herzogin von Braunschweig-Lüneburg, geborene Markgräfin von Brandenburg. Ein Beitrag zur Reformations- und Sittengeschichte des XVI. Jahrhunderts (1839) und Die Kirchenreformation der Stadt Göttingen (1842).
1841 ernannte man Havemann zum Assessor der Societät der Wissenschaften zu Göttingen. Ein Jahr später wurde der bei seinen Kollegen als aufrichtig und fleißig geschätzte Historiker zum Redakteur des  Göttingisch Gelehrten Anzeigen  – ohne allerdings „in Hinblick auf seine schlimme finanzielle Lage“ mit der Kassenverwaltung betreut zu werden.
Ab dem Wintersemester 1842 gehörte er der wissenschaftlichen Prüfungskommission für das Lehramt an höheren Schulen an, deren Vorsitz er in der Folgezeit mehrfach führte.
Am 5. Dezember 1843 schließlich wurde Havemann doch noch zum Ordinarius ernannt. Allerdings mit dem Zusatz, dass auswärtig berufenen Professoren der Platz vor Havemann angewiesen werde. Auch diese Demütigung ging auf seine politische Vergangenheit zurück. Dennoch bemühte sich Havemann, angesehene Gelehrte nach Göttingen zu holen und damit das Renommée der Universität wieder aufzuwerten. Doch ein Erfolg stellte sich erst 1848 ein, als Georg Waitz den Lehrstuhl Dahlmanns übernahm.
1850 wurde Havemann zum ordentlichen Mitglied in der Societät der Wissenschaften zu Göttingen gewählt. Höhere Ämter in der Universitätshierarchie oder höhere Auszeichnungen erreichte er allerdings nie. Auch hier mag der Grund in seiner politischen Vergangenheit gesucht werden.
In den folgenden Jahren arbeitete Havemann vorwiegend an seiner dreibändigen, zwischen 1853 und 1858 publizierten Geschichte der Lande Braunschweig und Lüneburg. Für dieses Werk bekam er 1858 das Ritterkreuz des Guelphen-Ordens des Königshauses Hannover verliehen.

## Familie
1831 heiratete Havemann in Ilfeld Johanne Caroline Scheel. Aus dieser Verbindung gingen bis zum Tode der Ehefrau 1847 acht Kinder hervor, von denen zwei noch im Säuglingsalter starben. 1849 heiratete Havemann ein zweites Mal. Der Ehe mit der Hamburger Kaufmannstochter Charlotte Emilie Kleinschmidt entsprangen wiederum zwei Kinder. Trotz seiner zahlreichen Veröffentlichungen und seines fachlichen Engagements bewegte sich Havemann finanziell immer am Rande des Existenzminimums. So konnte er nicht einmal für eine Ausbildung seiner Kinder sorgen.
Der lange kränkelnde Havemann starb am 23. August 1869 in Göttingen an Knochenkrebs. Er wurde drei Tage später auf dem Albani-Friedhof in Göttingen beigesetzt.
Nach seinem Tode musste die Witwe sogar das Haus verkaufen und mit den Kindern zu einer Schwester ziehen, weil die finanziellen Mittel – inklusive der geringen Witwenpension – nicht für die Lebensführung ausreichten.
In der heutigen Zeit erinnern weder ein Grabstein (das Grab gilt als unauffindbar) noch eine Gedenktafel in Göttingen an den produktiven Landeshistoriker.

## Werk
Havemann sah die Aufgabe des Historikers vorwiegend in der Geschichtsschreibung, nicht in der Geschichtsforschung. Er wollte mit seinem Werk eine breite, durch ausführliches Quellenmaterial (Urkunden, Annalen, Chroniken) abgesicherte Landesgeschichte für Schule und Haus vorlegen.
In Havemanns Heimatkunde hat die welfische Dynastie die zentrale Stellung inne. Wirtschaftliche, soziale und geistige Einflüsse werden nur in geringem Maße beachtet. Hierbei ist Havemann ein Kind seiner (geschichtswissenschaftlichen) Zeit. Dennoch ist diese ausführliche braunschweigisch-lüneburgische Landesgeschichte bis heute noch durch keine genauere (nach den heutigen Kriterien der Geschichtsforschung verfasste) Arbeit als Standardwerk abgelöst worden.